# 256 Valpurga
256 Valpurga (mednarodno ime je 256 Walpurga) je asteroid v glavnem asteroidnem pasu. 

## Odkritje
Asteroid je odkril avstrijski astronom Johann Palisa 31. marca 1886 na Dunaju . Poimenovan je po sveti Valpurgi.

## Lastnosti
Asteroid Valpurga obkroži Sonce v 5,19 letih. Njegova tirnica ima izsrednost 0,071 nagnjena pa je za 13,322° proti ekliptiki. Njegov premer je 63,34 km .